# Pablo Sanz
Pablo Sanz Iniesta (sinh ngày 30 tháng 8 năm 1973) là một cựu cầu thủ bóng đá người Tây Ban Nha từng thi đấu ở vị trí tiền vệ, và hiện tại là trợ lý huấn luyện viên tại câu lạc bộ Wolverhampton Wanderers.